# Haalbaarheidstoets
De haalbaarheidstoets is in Nederland door De Nederlandsche Bank in 2015 ingevoerd gelijk met het nieuwe financiële toetsingskader (nFTK). Het is daarin opgenomen als een instrument om ook op lange termijn, tot 60 jaar verder, de pensioentoezeggingen te toetsen. De uitkomst is een kengetal per geboortejaar het zogenaamde pensioenresultaat. Dat is de som van de verwachte reële uitkeringen conform pensioenfondsbeleid gedeeld door de som van de verwachte reële uitkeringen zonder korten en altijd prijsgeïndexeerd x 100%.
Het pensioenfonds is verplicht jaarlijks de uitkomst van de toets op te nemen in zijn jaarverslag. Aangetoond moet worden aan de deelnemers dat met de gekozen financiële opzet het verwachte pensioenresultaat op fondsniveau aansluit bij de gekozen risicohouding door het pensioenfondsbestuur.
De toets is opgenomen in artikel 143 van de Pensioenwet en is nader uitgewerkt in uitvoeringsbesluiten.
Het is een instrument om ook op lange termijn de pensioentoezeggingen te toetsen.
DNB laat het toezicht op de grenzen van de haalbaarheidstoets over aan het Verantwoordingsorgaan of het Belanghebbendenorgaan.

## Uitvoeren van de haalbaarheidstoets
Er moeten drie voorgeschreven toetsen worden uitgevoerd:
- In een situatie waarin aan het Vereist Eigen Vermogen (VEV) wordt voldaan, wordt getoetst of een vooraf door het pensioenfonds vastgestelde ondergrens niet wordt onderschreden.
- In een situatie waarin niet aan het VEV wordt voldaan, wordt getoetst of een vooraf door het pensioenfonds vastgestelde ondergrens niet wordt onderschreden.
- In een situatie waarin niet aan het VEV wordt voldaan wordt getoetst of een vooraf door het pensioenfonds vastgestelde maximale afwijking van de mediaan in een slechtweerscenario(5e percentiel) van het pensioenresultaat niet wordt onderschreden.

## Haalbaarheidstoets versus ALM-studie
Er zijn twee kenmerkende verschillen tussen de ALM-studie en de haalbaarheidstoets. De eerste heeft een tijdspanne van 15 jaar en niet van 60 jaar. Bovendien gaat de ALM-studie uit van de fondsspecifieke situatie en bevat de Haalbaarheidstoets algemene parameters.